# Ampelisca armoricana
Ampelisca armoricana är en kräftdjursart som beskrevs av Bellan-santini och Dauvin 1981. Ampelisca armoricana ingår i släktet Ampelisca och familjen Ampeliscidae. Inga underarter finns listade i Catalogue of Life.